# هانا (هاوایی)
هانا (به انگلیسی: Hana) یک منطقهٔ مسکونی در ایالات متحده آمریکا است که در شهرستان ماویی، هاوایی واقع شده‌است. هانا ۳۰٫۳ کیلومتر مربع مساحت و ۱٬۲۳۵ نفر جمعیت دارد و ۳۹ متر بالاتر از سطح دریا واقع شده‌است.

## نگارخانه
- Hana Beach Park
- Hamoa Beach
- 'Hana Maui Coast',
by Charles W. Bartlett (1920)